# Río Pulmari
Río Pulmari es un curso de agua que nace en el lago Ñorquinco, departamento de Aluminé, provincia del Neuquén, República Argentina, vierte sus aguas en el río Aluminé, luego de recorrer aproximadamente 25 km y de alimentar con sus aguas al Lago Pulmari y a la Laguna Los Giles.
Este río está situado en una zona turística por excelencia, forma parte del circuito Pehuenia, en sus inmediaciones se encuentra un establecimiento ganadero que fue del Ejército Argentino y hoy forma parte de las tierras de la Corporación Interestadual Pulmari, se accede por ruta provincial N°11.
En sus aguas se puede practicar la pesca de lanzamiento con mosca y con señuelos, obteniéndose ejemplares de trucha arcoíris, fontinalis y perca.